# 楊芷羚
楊芷羚（英語：Stella Yeung Tsz Ling，1993年10月26日—），香港女藝人，是2021年香港ViuTV選美節目《造美人》總冠軍及「突破原美大獎」。曾為ViuTV經理人合約藝員，現為網絡直播平台主持及自由身藝員。

## 演出

### 電視節目（ViuTV）
- 2021年：《造美人》參賽者
- 2021年：《有酒今晚吹》第70集嘉賓
- 2021年：《直播王》踢館參賽者
- 2022年：《養生一族》主持
- 2022年：《肥美人》第一回合評審
- 2022年：《拆你個夢》演出
- 2022年：《對不起幫緊你》第6集演出
- 2023年：《創新Teen》主持

## 網頁
- 楊芷羚 Stella Yeung的Facebook專頁
- Stella Yeung 楊芷羚的Instagram帳戶